# Io e te per altri giorni/Lettera da Marienbad
Io e te per altri giorni/Lettera da Marienbad è un singolo dei Pooh. Fu la prima pubblicazione realizzata dopo la defezione di Riccardo Fogli e l'entrata nel gruppo di Red Canzian. Sfiorò i vertici delle classifiche di vendita.

## Il disco
Io e te per altri giorni,  inclusa nell'album Parsifal, narra la vicenda di un uomo e di una donna che decidono di nascosto di lasciare i propri partner per iniziare una nuova vita in due. Il testo, di carattere energico, mette in evidenza la determinazione dei due, pronti ad affrontare la sanzione sociale che incombe su di loro. Il pezzo nasceva durante il dibattito sul divorzio, introdotto poco prima nella legislazione italiana, ma oggetto di viva contestazione. La natura dinamica del testo si rispecchia in quella della musica dei Pooh, intervallata da alcuni potenti incisi scanditi dai fiati e dagli archi dell'orchestra di Gianfranco Monaldi. Il brano venne incluso in versione strumentale parzialmente riarrangiata nella raccolta Sax Club Number 4 di Gil Ventura, con il vigoroso finale di fiati, tastiere e batteria posto come conclusione sfumata alla fine della prima facciata del vinile. Gli accordi di tastiere di questo stesso stralcio strumentale vengono utilizzati dal rapper 50 Cent come base su cui eseguire l'intero brano Everytime I come around; benché questi elementi dei Pooh siano appena riconoscibili, il rapper include gli autori Facchinetti e Negrini nei crediti della propria canzone.
Il retro del disco, Lettera da Marienbad, racconta di un uomo che dopo una notte di viaggio attraversa la frontiera per giungere a una località termale mitteleuropea. Ricorda la donna un tempo amata e in seguito fuggita a causa di una relazione con un altro: dopo alcuni anni la donna, pentita, era tornata a farsi sentire scrivendo una lettera al narratore. Invitato da lei, ora sta andando a prenderla in automobile. La villa in cui la donna vive rinchiusa, a Marienbad, viene descritta come una sorta di ameno luogo dall'aria incantata; l'atmosfera è fiabesca, ma il posto è oppresso da ombra e solitudine.
A differenza di Io e te per altri giorni, il brano non venne incluso nel lungo LP Parsifal per ragioni di spazio (infatti, comparve solo nella versione Stereo8 dell'album); la canzone fu nuovamente scartata in occasione dell'uscita dell'antologia I Pooh 1971-1974. Rimasta dunque all'epoca inedita su album, la canzone scomparve dal mercato per essere poi ristampata in un'antologia solo una decina d'anni più tardi.

## Formazione
- Roby Facchinetti - tastiere, voce solista
- Dody Battaglia - chitarra, voce solista
- Stefano D'Orazio - batteria, cori
- Red Canzian - basso, cori

## Antologie
- I Pooh 1971-1974
- I Pooh 1981-1984
- Best of the Best
- Poohbook